# عيسى المرباطي
عيسى علي عبد الله المرباطي بحريني اعتقل خارج نطاق القضاء في معسكرات اعتقال الولايات المتحدة في معتقل جوانتانامو في كوبا. كان الرقم التسلسلي للمرباطي في معتقل غوانتانامو 52. محللو إدارة مكافحة الإرهاب الأمريكية قدرت أنه من مواليد عام 1965 في المنامة في مملكة البحرين.

## الاحتجاز في قندهار
أثناء احتجازهم في مطار قندهار الدولي كان المرباطي ومعظم بيغ بدئا بلعب الشطرنج التي قامت اللجنة الدولية للصليب الأحمر بجلبه للمعتقلين.

## الإضراب عن الطعام والتغذية القسرية
قام المرباطي بالإضراب عن الطعام في عام 2005.

## محكمة مراجعة وضع المقاتلين
في البداية أكدت إدارة بوش أنها يمكن أن تمتنع عن العمل باتفاقيات جنيف لأسرى الحرب على الإرهاب. طعن في هذه السياسة من قبل الفرع القضائي. جادل النقاد أن الولايات المتحدة لا يمكن أن تتنصل من التزامها بإجراءات المحاكم المختصة لتحديد ما إذا الأسرى فعلا أسرى حرب أم لا.
بعد ذلك وضعت وزارة دفاع الولايات المتحدة محاكم مراجعة وضع المقاتل. ومع ذلك فإن المحكمة لم يؤذن لها تحديد الأسرى ما إذا كانوا أسرى أو مقاتلين أعداء حسب توصيف إدارة بوش.

### المزاعم
المزاعم ضد المرباطي حسب ملخص مذكرة الإثبات التي أعدت لمحكمة مراجعة وضع المقاتلين هي:
- يرتبط المعتقل مع القاعدة:
  - في 2 نوفمبر 2001 سافر المعتقل طوعا من البحرين إلى أفغانستان.
  - سافر المعتقل إلى أفغانستان عبر باكستان بهدف القتال (الجهاد).
  - المعتقل تابعا لجماعة أبو سياف.
    - جمامة أبو سياف التقوا في الفلبين وناقشوا الحصول على المال للعرب في أفغانستان.

  - جماعة أبو سياف منظمة إرهابية معروفة.
- شارك المعتقل في عمليات عسكرية ضد الولايات المتحدة وشركائها في التحالف الشمالي.
  - أصيب المعتقل بقنبلة يدوية أثناء السفر إلى خوست في أفغانستان وتعالج في المستشفى.
  - قيل للمعتقل أنه إذا ذهب إلى الحرب وقاتل (جاهد) فسيكون شخص أفضل وسيمحى دينه البالغ 15 ألف دينار بحريني (حوالي 40 ألف دولار أمريكي) وأخيرا سافر إلى أفغانستان.
  - اكتشف المرباطي أنه لا يوجد هناك تدريب متاح في قندهار وبما أنه لم يكن يعرف كيفية استخدام بندقية كلاشينكوف فقد سافر إلى كابول بسيارة أجرة بعد أن علم أن هناك تدريب.»

## المثول
المرباطي هو أحد الأسرى الستة عشر في جوانتانامو الذين مثلوا أمام قاضي المحكمة الجزئية الأمريكية ريجي ب. والتون في 31 يناير 2007.
دافع عن المرباطي المحاميان جوشوا كولانجيلو بريان وكلايف ستافورد سميث. قائد عضو مجلس النواب البحريني محمد خالد حملة للإفراج عنه.

## الإفراج
أطلق سراح المرباطي خلال شهر أغسطس 2007. كان آخر بحريني يطلق سراحه. في يوم الخميس 23 أغسطس 2007 ذكرت جريدة غلف ديلي نيوز البحرينية أن محمد خالد دعا حكومة البحرين لتقديم تعويضات مالية للرجال المفرج عنهم.